# Сурский рубеж обороны
Сурский рубеж обороны — рубеж обороны, сооружённый по правобережью рек Сура, Уза, Няньга, Чардым на территории Марийской, Чувашской, Мордовской АССР, Горьковской, Пензенской, Саратовской областей и Ульяновской областей, предназначавшийся для задержания немецких войск на подступах к Казани, Куйбышеву, Ульяновску.
По территории Марийской АССР Сурский рубеж проходил в Горномарийском районе. Протяжённость сооружений — 45 километров.
По территории Чувашской АССР Сурский рубеж проходил вдоль Суры по линии Засурское (Засурье) Ядринского района — Пандиково Красночетайского — Сурский Майдан Алатырского районов — Алатырь до границы с Ульяновской областью. В строительстве сооружения приняли участие десятки тысяч жителей ЧАССР.
По территории Пензенской области Сурский рубеж проходил с севера на юг по восточным берегам рек Суры, Узы, Няньги, Чардыма до границы с Саратовской областью в районе Петровска. В строительстве сооружения приняли участие более 100 тыс. жителей Пензенской области во главе с военнослужащими 6-й сапёрной армии. По инициативе местных органов этот рубеж было предложено усилить укреплениями по линии Лунино — Мокшан — Загоскино — Спасско-Александровка. Это дополнение было принято Государственным Комитетом Обороны СССР и включено в план оборонительных работ второй очереди.
«Сурский рубеж» в Пензенской области сооружался с 1 ноября 1941 по 17 января 1942 года.

## Предпосылки строительства
Когда в октябре 1941 года войска нацистской Германии продвигались к Москве, и столица готовилась к обороне, в Государственном комитете обороны был обсуждён и принят предварительный план строительства оборонительных и стратегических рубежей в глубоком тылу на Оке, Дону, Волге. В основном и дополнительных планах тылового оборонительного строительства ставилась задача укрепления Горького, Казани, Куйбышева, Пензы, Саратова, Сталинграда, Ульяновска и других городов. В случае неудачного для Красной армии развития оборонительных операций они должны были задержать противника на новых рубежах.

## Начало строительства
Строительство Сурского оборонительного рубежа началось в конце октября 1941 года. Строительство линии оборонительного рубежа, позже получившего название «Сурский рубеж», началось в 1941 году, когда немецкие войска стояли уже под Москвой. В соответствии с указанием Государственного Комитета Обороны от 16 октября 1941 года Совет Народных Комиссаров Чувашской АССР и бюро Чувашского обкома ВКП(б) принимают решение: «Мобилизовать с 28 октября 1941 года для проведения работ по строительству на территории Чувашской АССР Сурского и Казанского оборонительных рубежей. Мобилизации подлежит население республики не моложе 17 лет, физически здоровых».
22 октября 1941 года бюро Пензенского городского комитета обороны во исполнение Постановления Государственного Комитета Обороны СССР приняло решение о мерах для постройки на территории региона оборонительного рубежа. На эти цели было мобилизовано более 100 тысяч человек. Строители должны были возвести укрепления по р. Суре, через пос. Лунино, с. Бессоновку, г. Пензу, д. Лемзяйку и с. Ключи. Параллельно с этим строилась ещё одна линия обороны: пос. Лунино — пос. Мокшан — с. Загоскино — Спасско-Александровка. Планировалось соорудить около 360 километров рвов, эскарпов, 1100 огневых артиллерийских точек, построить около 9 тысяч землянок для бойцов, около 340 ДОТов и ДЗОТов. Для этого потребовалось более 300 тысяч кубометров леса; 1,5 миллиона штук кирпича; десятки вагонов стекла, кровельного железа и гвоздей.
Речь шла только лишь о первой очереди строительства на территории Пензенской области. При сооружении второй очереди оборонительных укреплений эти цифры следовало увеличить, как минимум, в три раза. Это без учёта потребности в рабочей силе и материалах для проведения целого ряда инженерных работ: возведения проволочных заграждений; разрушения мостов и дорог; установки противотанковых мин; постройки убежищ; заготовки и подвоза материалов для основной линии обороны.

## Ход строительства
Мобилизованное население объединялось в рабочие бригады по 50 человек. За каждым районном закреплялся прорабский участок. В качестве начальников прорабских участков направлялись первые секретари Чувашского Республиканского комитета ВКП(б) и председатели исполкомов райсоветов депутатов трудящихся. Им поручалось «обеспечить нормальную работу мобилизованных своего района»: разместить в окружающих селениях, бараках, построить землянки. Колхозы должны были организовать поставку продуктов и фуража, врачебные участки — необходимыми медикаментами. Были организованы 6 участков военно-полевых строительств (ВПС). Четыре по Сурскому оборонительному рубежу с центрами — Ядрин, Шумерля, Порецкое, Алатырь и два на Казанском направлении в с. Октябрьское и с. Янтиково.
Техническое руководство осуществляли военные инженеры 11-го и 12-го Армейских управлений Главоборонстроя Наркомата обороны СССР. Были привлечены также кадры предприятий Чувашии (в частности, в строительстве принял участие начальник строительства «Чебоксарского завода № 320» (нынешнего завода имени Чапаева) Ерёмин. Председателю Госплана Чувашии, секретарю ОК КПСС по промышленности и транспорту в срок до 15 ноября 1941 года было поручено выявить все имеющиеся резервы металла, цемента и камня, «организовать производство железобетонных, пулемётных колпаков и изготовление скоб и поков для ДЗОТ на предприятиях Чувашской АССР».
Уполномоченный наркомата связи по Чувашии Воронин обязывался обеспечить бесперебойной телефонной и телеграфной связью с полевыми строительствами и строительными участками. Управления комплектовались в основном за счёт местных кадров. Так, на строительство Сурского рубежа в состав 1-го и 12-го УОС были мобилизованы учителя, землемеры, лесники, руководящие работники Татарской, Чувашской, Марийской АССР. Всего было мобилизовано 845 человек местных специалистов. Кроме того, 160 специалистов прибыли по разнарядке Главного управления оборонительного строительства.
Постановлением особого заседания Совнаркома и бюро обкома ВКП(б) от 28 октября 1941 года предусматривалось, что каждый район должен был обеспечить своих рабочих инвентарём — лопатами, кирками, ломами, кувалдами, пилами, тачками, носилками и прочим. На строительство направлялось 226 колёсных и 77 гусеничных тракторов, 5 экскаваторов. Принимались меры по обеспечению рабочих необходимым строительным материалом (строительными инструментами, лесом, цементом, кирпичом и так далее). «Разместить население в окружающих селениях, бараках, зданиях лесных и других организаций, а на недостающую площадь построить землянки. Обеспечить питанием за счёт колхозов, организовать котлопункты…» — отмечалось в документе. «В целях улучшения бесперебойного питания мобилизованных, председателей исполкомов райсоветов обязывали обеспечить создание на участке работы района переходящий запас продуктов не менее, чем на 10 дней, и требовали не допускать никаких перебоев в снабжении рабочих продуктами питания», были организованы передвижные госпитали-изоляторы, врачебные пункты, санэпидемические и дезинфекционные отряды. Для этого было выделено необходимое количество медицинских работников, медикаментов, перевязочных материалов.
Чувашстройтресту было дано задание изготовить 500 штук железобетонных колпаков для пулемётных дзотов, артелям — топорищ, черенков к лопатам, деревянных ложек, мисок, лаптей, рукавиц. Началась добыча бутового камня в Марпосадском и Чебоксарском районах, массовая заготовка леса.
На строительстве оборонительных сооружений было организовано социалистическое соревнование «за досрочное и качественное окончание строительства оборонительных сооружений, … за высокое качество работ, организован обмен опытом работы и распространение его среди рабочих». Учреждено было переходящее Красное Знамя Совнаркома и обкома ВКП(б), которое вручалось передовому коллективу. Была введена система поощрения передовых участков, бригад, звеньев и отдельных рабочих. На прорабских участках была организована торговля товарами первой необходимости. Многие мобилизованные не имели хорошей одежды и обуви. Во время работы особенно быстро изнашивалась обувь. Для решения проблемы, по просьбе мобилизованных, была организована торговля лыком и лаптями. На некоторых участках встречались случаи невыполнения плана мобилизации рабочей силы, гужтраспорта, отсутствия тех или иных товаров, инвентаря. Тем не менее подобные недостатки оперативно исправлялись.

## Завершение строительства
21 января 1942 года на имя наркома внутренних дел Л. П. Берия была послана телеграмма, подписанная начальником 12 Армейского управления Леонюком, председателем Совнаркома Сомовым, секретарём обкома Чарыковым: «Задание ГКО по строительству Сурского оборонительного рубежа выполнено. Объём вынутой земли — 3 млн кубических метров, отстроено 1600 огневых точек (дзотов и площадок), 1500 землянок и 80 км окопов с ходами сообщений».
17 января 1942 года было объявлено о прекращении работ на Пензенском участке Сурского рубежа обороны. По мнению пензенского краеведа В. А. Мочалова, точной датой окончания строительства можно считать 22 января 1942 года. В этот день командование 51-го ПС (Управления полевого строительства) обратилось с письмом к руководству Пензы, в котором проинформировало, что рубеж «закончен в срок и на отлично».
По имеющейся информации некоторые подразделения 6-й сапёрной Армии передислоцировались из Пензенской области в Тамбовскую уже в 30-х числах декабря 1941 года.

## Дискуссионные вопросы
К.и.н., заместитель директора МУК «Музейно-выставочный центр» г. Заречного В. Ю. Кладов ставит под сомнение целесообразность применения термина «Сурский рубеж» в контексте истории оборонного строительства на территории Пензенской области в 1941—1942 гг. По его мнению, оборонительный рубеж, соотносимый с р. Волгой, отнюдь не являлся сплошной линией обороны, как, например, государственная граница. Его следует рассматривать, скорее, как совокупность отдельных укрепрайонов, каждый из которых возводился на территории конкретного региона и был нацелен на решение собственных задач. На территории Пензенской области в дополнение к основному рубежу обороны, определённому постановлением ГКО СССР, от 13 октября 1941 года, «Об оборонительном строительстве», был возведён ещё один — от с. Лунино, через Мокшан, Загоскино и ст. Александровка. Одновременно с этим сооружались ещё три линии Пензенского оборонительного обвода, защищавшего г. Пензу от наступления противника с севера, запада и востока. А далее были оборудованы позиции для размещения передовых отрядов. Краевед приходит к выводу, что более оправданным здесь является употребление термина «Пензенский укрепрайон» — то есть, комплекс фортификационных и оборонительных сооружений, оборудованных на территории Пензенской области в 1941—1943 гг. Отсутствие в архивных документах каких-либо упоминаний о «Волжском», «Сурском» или «Волжско-Сурском» рубежах, также ставит под вопрос обоснованность использования данных терминов в научной литературе и публицистике. Напротив, в фонде 6-й сапёрной армии, находящемся в Центральном архиве Минобороны России, одно из дел, содержащее отчётные материалы по выполненным за годы Великой Отечественной войны инженерным работам, включает в себя раздел «Пензенский оборонительный рубеж по реке Суре».
Кроме этого, в отечественной и региональной историографии на протяжении длительного времени применяется термин «Пензенский оборонительный рубеж».
Ещё в 1995 году пензенский краевед В. А. Мочалов, описывая историю обороны Пензы, применил термин «Пензенский оборонительный рубеж», понимая под ним всю систему военно-инженерных объектов, возводимых на территории Пензенской области в 1941—1942 годах. Указанный выше термин присутствует и в Пензенской энциклопедии — главном справочном издании об истории и культуре Пензенской области.
В 2016 году был опубликован сборник документов за авторством В. Ю. Кладова, посвящённый истории оборонного строительства в годы Великой Отечественной войны. Автор различает два понятия: Пензенский оборонительный рубеж как систему фортификационных сооружений, возводимых по р. Суре; и Пензенский обвод — укреплённые позиции, сооружённые на подступах к Пензе. Этой же теме посвящены статьи, опубликованные в журналах «Пензенское краеведение» и «Военная археология».
Отдельно стоит выделить работу академика В. Н. Земскова, посвящённую строительству оборонительных рубежей на территории СССР в 1941—1943 годах. Наряду с Брянским, Вяземским, Лужским, Горьковским, Владимирским здесь фигурирует и Пензенский оборонительный рубеж.

## Память
- По инициативе ветеранов Большеберезниковского района Мордовии 22 июня 2002 года[12] был установлен памятный знак «Строителям Сурского рубежа», недалеко от посёлка Ясная Поляна в 100 метрах от моста через Суру[13]. 54°09′31″ с. ш. 46°00′05″ в. д.HGЯO
- 4 мая 2010 года, на границе Октябрьского и Карабашского сельских поселений Мариинско-Посадского района Чувашии состоялось торжественное открытие обелиска в честь Казанско-Сурского оборонительного рубежа[14].
- В октябре 2014 года было заявлено о начале строительства в Большеберезниковском районе Мордовии военно-исторического комплекса «Сурский рубеж»[15].
- 6 мая 2015 года в Ядринском районе Чувашии состоялась презентация нового туристского маршрута «Сурский оборонительный рубеж»: село Засурье — посёлок Совхозный — деревня Стрелецкая — город Ядрин — село Ильина Гора. Экскурсионный маршрут знакомит туристов с местом прохождения Засурской линии обороны, сохранившегося со времён Великой Отечественной войны, осени 1941 года[16].
- По инициативе Совета ветеранов войны и труда Порецкого района и Порецкого отделения ветеранов Великой Отечественной войны и военной службы 9 мая 2015 года в селе Порецкое открыт памятный знак-обелиск строителям Сурского рубежа обороны (автор эскизного проекта — заслуженный художник Чувашии А. В. Ильин)[17]. 55°11′58″ с. ш. 46°20′04″ в. д.HGЯO
- Указом Главы Чувашской Республики от 8 сентября 2020 года № 224 в Чувашии была учреждена памятная медаль, посвящённая 80-летию строительства Сурского и Казанского оборонительных рубежей.
- По инициативе О. В. Мельниченко постановлением Губернатора Пензенской области учреждён памятный знак Губернатора Пензенской области «Сурский рубеж»[18]. Памятным знаком награждаются граждане, непосредственно участвовавшие в строительстве Сурского оборонительного рубежа, участники восстановления народного хозяйства в послевоенные годы и лица, внесшие существенный вклад в сохранение памяти о трудовом подвиге строителей Рубежа[19].
- 1 июля 2022 года состоялось открытие мемориального комплекса «Строителям безмолвных рубежей», посвящённого подвигу тружеников тыла, участвовавших в строительстве Сурского и Казанского оборонительных рубежей. Мемориал был возведён в Козловском районе Чувашии, возле села Байгулово. Вечный огонь на мемориале был зажжён от частицы Вечного огня, взятого 29 июня с Могилы Неизвестного Солдата в Москве. Центральным элементом мемориала являются 38 металлических стел, каждая из которых символизирует 10 км оборонительных рубежей (в одной только Чувашии было возведено 380 км оборонительных сооружений)[20][21]. 55°48′28″ с. ш. 47°56′53″ в. д.HGЯO
- Возле города Шумерля установлена стела «Сурский рубеж». 55°29′59″ с. ш. 46°20′50″ в. д.HGЯO